# Nataliya Krol
Nataliya Krol (née Pryshchepa le 11 septembre 1994 à Rivne) est une athlète ukrainienne, spécialiste du 800 mètres, double championne d'Europe de la distance en 2016 à Amsterdam et en 2018 à Berlin.

## Biographie
En juillet 2016, Nataliya Pryshchepa remporte la médaille d'or du 800 m des championnats d'Europe d'Amsterdam en 1 min 59 s 70, après avoir lancé son attaque à cinquante mètres de l'arrivée. Elle devance sur le podium la Française Rénelle Lamote et la Suédoise Lovisa Lindh. Deux ans plus tard, aux championnats d'Europe de Berlin, l'Ukrainienne parvient à conserver son titre en 2 min 00 s 38, devançant à nouveau sa dauphine de 2016 Rénelle Lamote (2 min 00 s 62).
Le 25 février 2020, elle est suspendue provisoirement par l'AIU (Unité d'Intégrité de l'Athlétisme) à la suite d'un test antidopage positif à l'hydrochlorothiazide, un diurétique prohibé. Le 6 août, l'athlète ukrainienne est suspendue pour une durée de 20 mois, mais conserve ses deux titres européens car sa suspension prend effet seulement au 16 janvier 2020. La Française Rénelle Lamote, double médaillée d'argent derrière l'Ukrainienne aux Championnats d'Europe, avait réagi sur son compte Instagram par ces mots : « Ces tricheurs qui nous volent nos vies. C'est dégoûtant [...] Une médaille avec des produits ne vaut rien ».

## Palmarès
| Date | Compétition                       | Lieu      | Résultat | Épreuve | Temps         |
| ---- | --------------------------------- | --------- | -------- | ------- | ------------- |
| 2013 | Championnats d'Europe juniors     | Rieti     | 1re      | 1 500 m | 4 min 18 s 51 |
| 2014 | Championnats d'Europe par équipes | Brunswick | 3e       | 1 500 m | 4 min 15 s 71 |
| 2015 | Championnats d'Europe espoirs     | Tallinn   | 3e       | 1 500 m | 4 min 06 s 29 |
| 2016 | Championnats d'Europe             | Amsterdam | 1re      | 800 m   | 1 min 59 s 70 |
| 2017 | Championnats d'Europe par équipes | Lille     | 3e       | 1 500 m | 4 min 13 s 51 |
| 2018 | Championnats d'Europe             | Berlin    | 1re      | 800 m   | 2 min 00 s 38 |
| 2018 | Coupe continentale                | Ostrava   | 4e       | 800 m   | 1 min 59 s 58 |
| 2019 | Championnats d'Europe par équipes | Bydgoszcz | 5e       | 800 m   | 2 min 02 s 01 |
| 2019 | Jeux mondiaux militaires          | Wuhan     | 1re      | 800 m   | 2 min 05 s 14 |
| 2023 | Jeux européens                    | Chorzów   | 1re      | 800 m   | 1 min 59 s 77 |

## Records
| Épreuve | Performance   | Lieu    | Date               |
| ------- | ------------- | ------- | ------------------ |
| 800 m   | 1 min 58 s 60 | Zurich  | 1er septembre 2016 |
| 1 500 m | 4 min 6 s 29  | Tallinn | 12 juillet 2015    |